# 八王子南野車站
八王子南野車站（日语：／ Hachiōiji-minamino eki */?）是一個位於東京都八王子市南野一丁目，屬於東日本旅客鐵道（JR東日本）橫濱線的鐵路車站。車站編號是JH 30。

## 車站構造
島式月台1面2線的地面車站，車站大堂建在月台正上方。
| 月台 | 路線   | 方向 | 目的地             | 備註             |
| ---- | ------ | ---- | ------------------ | ---------------- |
| 1    | 橫濱線 | 下行 | 八王子方向         |                  |
| 2    | 橫濱線 | 上行 | 東神奈川、大船方向 | 白天至櫻木町為止 |

（來源：JR東日本:車站構內圖 （页面存档备份，存于））

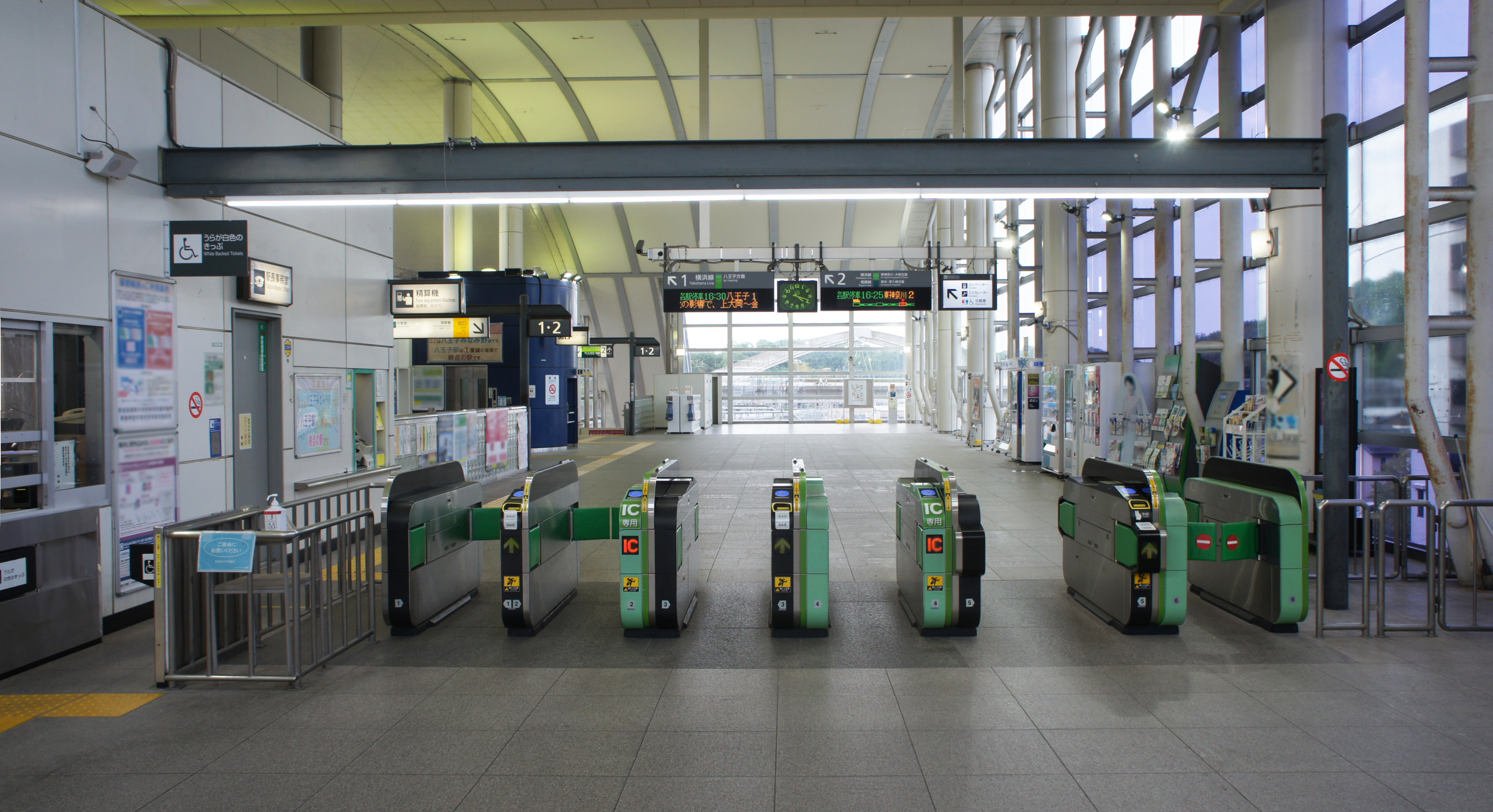
閘口（2021年5月）
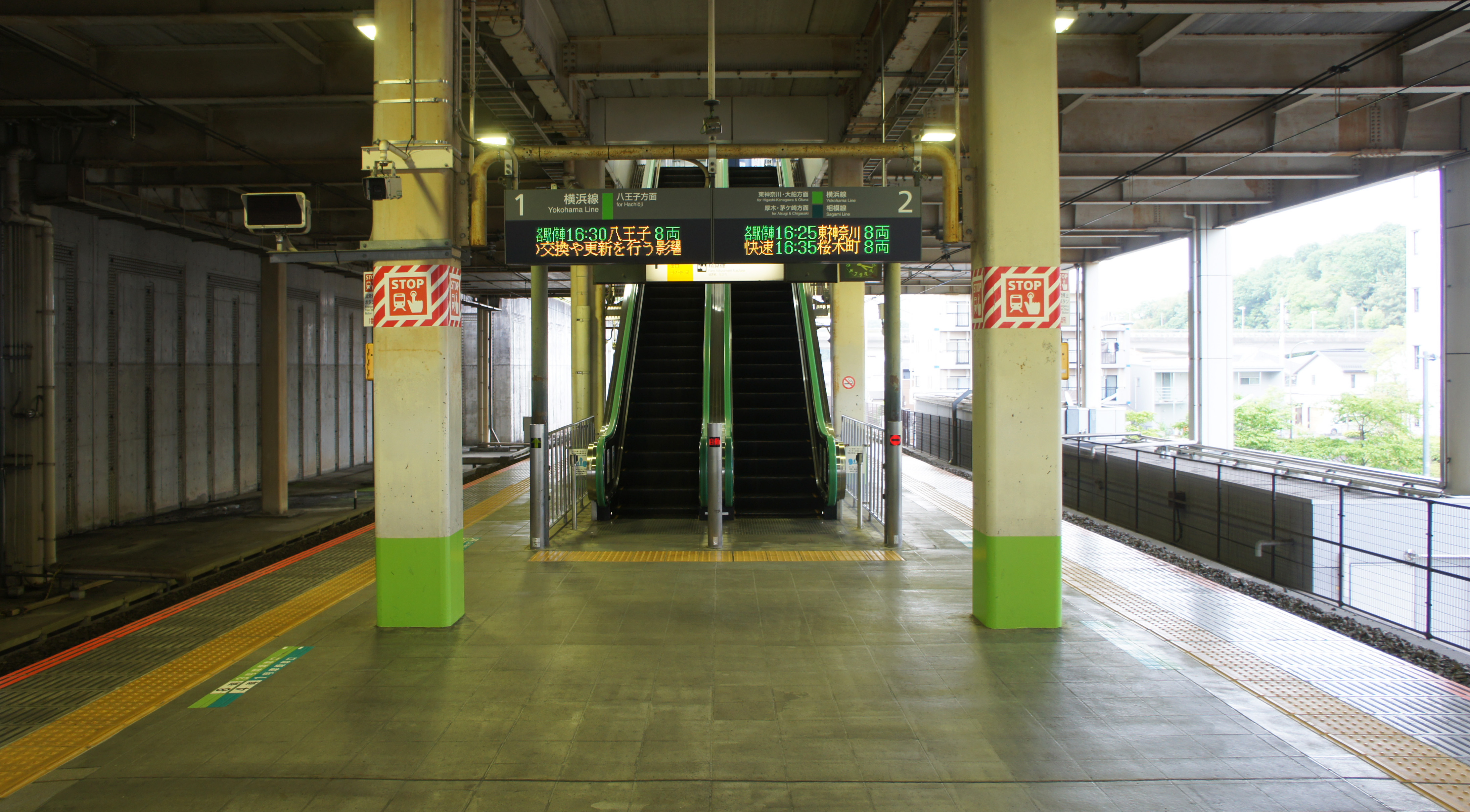
月台（2021年5月）

## 使用情況
2019年（令和元年）度的1日平均上車人次為18,695人。橫濱線內全部20個車站當中排行第16位。
近年的推移如下表。
| 年度               | 1日平均上車人次 | 1日平均上車人次 | 1日平均上車人次 | 來源     |
| 年度               | 定期外          | 定期            | 合計            | 來源     |
| ------------------ | --------------- | --------------- | --------------- | -------- |
| 1997年（平成09年） |                 |                 | 6,291           | [ * 1 ]  |
| 1998年（平成10年） |                 |                 | 7,244           | [ * 2 ]  |
| 1999年（平成11年） |                 |                 | 8,790           | [ * 3 ]  |
| 2000年（平成12年） |                 |                 | 10,070          | [ * 4 ]  |
| 2001年（平成13年） |                 |                 | 11,263          | [ * 5 ]  |
| 2002年（平成14年） |                 |                 | 12,225          | [ * 6 ]  |
| 2003年（平成15年） |                 |                 | 13,207          | [ * 7 ]  |
| 2004年（平成16年） |                 |                 | 14,423          | [ * 8 ]  |
| 2005年（平成17年） |                 |                 | 15,671          | [ * 9 ]  |
| 2006年（平成18年） |                 |                 | 16,888          | [ * 10 ] |
| 2007年（平成19年） |                 |                 | 18,088          | [ * 11 ] |
| 2008年（平成20年） |                 |                 | 18,566          | [ * 12 ] |
| 2009年（平成21年） |                 |                 | 18,791          | [ * 13 ] |
| 2010年（平成22年） | 4,594           | 14,605          | 19,200          | [ * 14 ] |
| 2011年（平成23年） | 4,536           | 12,232          | 16,769          | [ * 15 ] |
| 2012年（平成24年） | 4,718           | 12,069          | 16,787          | [ * 16 ] |
| 2013年（平成25年） | 4,895           | 12,544          | 17,439          | [ * 17 ] |
| 2014年（平成26年） | 4,958           | 12,476          | 17,435          | [ * 18 ] |
| 2015年（平成27年） | 5,123           | 12,836          | 17,960          | [ * 19 ] |
| 2016年（平成28年） | 5,111           | 12,879          | 17,991          | [ * 20 ] |
| 2017年（平成29年） | 5,260           | 13,096          | 18,356          | [ * 21 ] |
| 2018年（平成30年） | 5,314           | 13,407          | 18,721          | [ * 22 ] |
| 2019年（令和元年） | 5,203           | 13,491          | 18,695          |          |

## 歷史
- 1997年4月1日：開業。

## 相鄰車站
東日本旅客鐵道（JR東日本）
 橫濱線
■快速、■各站停車
相原（JH 29）－八王子南野（JH 30）－片倉（JH 31）

### 使用情況
1. ↑  東京都統計年鑑 （页面存档备份，存于） - 東京都
2. ↑  統計八王子 （页面存档备份，存于） - 八王子市

JR東日本2000年度以後的上車人次
1. ↑  各駅の乗車人員（2000年度） （页面存档备份，存于） - JR東日本
2. ↑  各駅の乗車人員（2001年度） （页面存档备份，存于） - JR東日本
3. ↑  各駅の乗車人員（2002年度） （页面存档备份，存于） - JR東日本
4. ↑  各駅の乗車人員（2003年度） （页面存档备份，存于） - JR東日本
5. ↑  各駅の乗車人員（2004年度） （页面存档备份，存于） - JR東日本
6. ↑  各駅の乗車人員（2005年度） （页面存档备份，存于） - JR東日本
7. ↑  各駅の乗車人員（2006年度） （页面存档备份，存于） - JR東日本
8. ↑  各駅の乗車人員（2007年度） （页面存档备份，存于） - JR東日本
9. ↑  各駅の乗車人員（2008年度） （页面存档备份，存于） - JR東日本
10. ↑  各駅の乗車人員（2009年度） （页面存档备份，存于） - JR東日本
11. ↑  各駅の乗車人員（2010年度） （页面存档备份，存于） - JR東日本
12. ↑  各駅の乗車人員（2011年度） （页面存档备份，存于） - JR東日本
13. 1 2 3  各駅の乗車人員（2012年度） （页面存档备份，存于） - JR東日本
14. 1 2 3  各駅の乗車人員（2013年度） （页面存档备份，存于） - JR東日本
15. 1 2 3  各駅の乗車人員（2014年度） （页面存档备份，存于） - JR東日本
16. 1 2 3  各駅の乗車人員（2015年度） （页面存档备份，存于） - JR東日本
17. 1 2 3  各駅の乗車人員（2016年度） （页面存档备份，存于） - JR東日本
18. 1 2 3  各駅の乗車人員（2017年度） （页面存档备份，存于） - JR東日本
19. 1 2 3  各駅の乗車人員（2018年度） （页面存档备份，存于） - JR東日本
20. 1 2 3  各駅の乗車人員（2019年度） （页面存档备份，存于） - JR東日本

東京都統計年鑑
1. ↑  .   [2018-02-06]. （原始内容存档于2016-03-04）.
2. ↑  東京都統計年鑑（平成10年）PDF
3. ↑  東京都統計年鑑（平成11年）PDF
4. ↑  .   [2018-02-06]. （原始内容存档于2016-03-04）.
5. ↑  .   [2018-02-06]. （原始内容存档于2016-03-04）.
6. ↑  .   [2018-02-06]. （原始内容存档于2017-07-29）.
7. ↑  .   [2018-02-06]. （原始内容存档于2017-07-29）.
8. ↑  .   [2018-02-06]. （原始内容存档于2017-07-29）.
9. ↑  .   [2018-02-06]. （原始内容存档于2017-07-29）.
10. ↑  .   [2018-02-06]. （原始内容存档于2017-07-29）.
11. ↑  .   [2018-02-06]. （原始内容存档于2017-07-29）.
12. ↑  .   [2018-02-06]. （原始内容存档于2017-07-29）.
13. ↑  .   [2018-02-06]. （原始内容存档于2016-03-26）.
14. ↑  .   [2018-02-06]. （原始内容存档于2016-03-27）.
15. ↑  .   [2018-02-06]. （原始内容存档于2016-03-25）.
16. ↑  .   [2018-02-06]. （原始内容存档于2016-03-27）.
17. ↑  .   [2018-02-06]. （原始内容存档于2016-03-22）.
18. ↑  .   [2018-02-06]. （原始内容存档于2017-07-30）.
19. ↑  .   [2018-02-06]. （原始内容存档于2018-11-09）.
20. ↑  .   [2020-07-30]. （原始内容存档于2019-05-02）.
21. ↑  .   [2020-07-30]. （原始内容存档于2019-12-03）.
22. ↑  .   [2020-07-30]. （原始内容存档于2020-08-04）.

## 外部連結
- 車站資訊（八王子南野）：東日本旅客鐵道

35°37′52.9″N 139°19′51.5″E / 35.631361°N 139.330972°E